# Brahui jezik
Brahui jezik (birahui, brahuidi, brahuigi, kur galli; ISO 639-3: brh), sjevernodravidski jezik, dravidske porodice, kojim govori oko 2 200 000 ljudi na sjeverozapadu južne Azije. Većina od 2 000 000 ljudi (1998) govori ga u Pakistanu, 200 000 (Dupree 1980) u Afganistanu i svega 20 000 (2007) u iranskim provincijama Sistan i Baludžistan.
Ima tri dijalekta jharawan, sarawan i standardni dijalekt kalat. Pismo je arapsko, stil nastaliq.
Etnička grupa zove se Brahui; stočari.

## Vanjske poveznice
- Ethnologue (14th)
- Ethnologue (15th)